# David Roger Given
David Roger Given (Nelson, 8 de noviembre de 1943-27 de noviembre de 2005) fue un botánico, y pteridólogo neozelandés. Tuvo pasión por los helechos, convirtiéndose en una autoridad. Accedió en 2003, al puesto de botanical services curator, del Jardín Botánico de Christchurch.
En 1962, se graduó en la Universidad de Canterbury, con un grado de primera clase de botánica.
Trabajó hasta su retiro en 1996 en el Forest Research Institute de Nueva Zelanda.

## Algunas publicaciones
- david r. Given, warwick Harris. 1994. Techniques and Methods of Ethnobotany: As an Aid to the Study, Evaluation, Conservation and Sustainable Use of Biodiversity. Editor Commonwealth Secretariat, 148 pp. ISBN 0-85092-405-7 en línea

- ---------------------. 1994. Principles and practice of plant conservation. IUCN World Conservation Union. Edición ilustrada de Timber Press, 292 pp. ISBN 0-88192-249-8

- ---------------------. 1991. Studies on Threatened Plants: Autecological study of Chatham Island species. D.O.C. Investigation 679. Parte 2. Editor Botany Institute, DSIR Land Res. 55 pp.

- ---------------------. 1990. Priorities for Threatened Plant Conservation: David R. Given. Botany Division report. Editor Botany Institute, DSIR Land Res. 100 pp.

- ---------------------. 1990. Threatened and Local Plant Lists: New Zealand Botanical Region : Vascular Plants. Editor DSIR Land Res. 72 pp.

- ---------------------. 1990. Species Management and Recovery Plans for Threatened Plants. Editor Botany Division, DSIR, 290 pp.

- ---------------------. 1989. Overseas Travel Report: Chile. Botany Division report. Editor DSIR

- james h. Soper, claude e. Garton, david r. Given. 1989. Flora of the North Shore of Lake Superior: Vascular Plants of the Ontario Portion of the Lake Superior Drainage Basin. Editor National Museum of Natural Sci. 61 pp.

- catherine m. Wilson, david r. Given. 1988. Priorities for Threatened Plant Conservation. Editor Botany Division, Department of Sci. and Industrial Res. 110 pp.

- david r. Given, catherine m. Wilson. 1987. Protocol for the Threatened Plant Site Report Sheet 3 - Location. Editor Botany Division, Department of Sci. and Industrial Res. 22 pp.

- ---------------------, peter a. Williams. 1984. Conservation of Chatham Island Flora and Vegetation. Editor Botany Division, Department of Sci. and Industrial Res. 123 pp.

- ---------------------. 1983. Conservation of plant species and habitats: a symposium held at 15th Pacific Science Congress, Dunedin, New Zealand. Editor Nature Conservation Council, 128 pp.

- ---------------------. 1981. Rare and Endangered Plants of New Zealand. Editor Reed, 154 pp.

- ---------------------. 1980. A Taxonomic Revision of Celmisia coriacea (G.Forst.) Hook.f. and Its Immediate Allies (Compositae-Astereae). Editor Department of Sci. and Technical Res. 14 pp.

- ---------------------. 1979. Rare and Endangered Plants. New Zealand man and the biosphere report 2

- ---------------------. 1977. Tarawera Hot Springs Reserve. Editor Botany Division, DSIR, 10 pp.

- ---------------------. 1976. A Register of Rare and Endangered Indigenous Plants in New Zealand. Editor New Zealand J. of botany, 15 pp.

- ---------------------. 1976. A Taxonomic Revision of the Genus Grammitis Sw. (Grammitidaceae: Filicales) in New Zealand. Con B.S. Parris. Editor Department of Sci. and Technical Res. 27 pp.

- ---------------------. 1975. Celmisia spedeni G.Simpson and Celmisia thomsoni Cheeseman: Two Rediscovered Species. Editor Department of Sci. and Technical Res. 10 pp.

- ---------------------. 1972. The Infra-specific Taxonomy of Celmisia spectabilis Hook.f. (Compositae: Astereae). Editor Department of Sci. and Technical Res. 15 pp.

- ---------------------. 1972. Pleurosorus rutifolius (R.Br.) Fee (Aspleniaceae) in New Zealand. Editor Department of Sci. and Technical Res. 12 pp.

- ---------------------. 1969. A Synopsis of Infrageneric Categories in Celmisia (Astereae-Compositae). Editor Department of Sci. and Industrial Res. 19 pp.

- ---------------------. 1968. Taxonomic Studies in the Genus Celmisis, Cass. Editor Univ. of Canterbury, 1.186 pp.

## Honores
- 1993: Asociado de Honor del Royal New Zealand Institute of Horticulture[1]

- La abreviatura «Given» se emplea para indicar a David Roger Given como autoridad en la descripción y clasificación científica de los vegetales.[2]